# Emmanuel Guttierez
Emmanuel Guttierez est un acteur et mannequin français formé au Cours Florent. Né le 28 juillet 1970 à Toulon, il a joué dans de nombreux films et courts-métrages. Il a également fait du doublage.

## Biographie
Emmanuel Guttierez est élève pendant trois ans au Cours Florent, dans les classes d'Olivier Médicus, Gilles Gleizes et Raymond Acquaviva.
Il est également diplômé 
en Lettres Modernes et en Histoire, de l'Université de Provence Aix-Marseille I
et de l'Université Paris Sorbonne-Paris IV.

### Débuts
En 1986 aux Pays-Bas, il devient le personnage central de la  campagne publicitaire nationale pour la Banque AMRO, devenue en 1991 ABN AMRO.

## Théâtre
- 1994 : Le Conte d'hiver de William Shakespeare, Mise en scène Christophe Bureau
- 1994 : Sade, Concert d'enfers d'Enzo Cormann, Mise en scène Christophe Bureau
- 1994 : Jeffrey de Paul Rudnick, Mise en scène Raymond Acquaviva
- 1995-1996 : Boeing Boeing de Marc Camoletti, Mise en scène de l'auteur, Théâtre Michel
- 1998: Les Fourberies de Scapin de Molière, Mise en scène Jean-François Châtillon, Tournée
- 1998: La Ménagerie de verre de Tennessee Williams, Mise en scène Michel Fagadau, Tournée
- 1999: Mademoiselle Else d'Arthur Schnitzler, Mise en scène Didier Long, Petit Théâtre de Paris
- La Nuit des rois de William Shakespeare, Mise en scène Jean-François Châtillon, Tournée
- La Dame sans son petit chien de Cerise Guy, Mise en scène de l'auteur, Studio Hébertot et Festival d'Avignon 2023
- 2024: Un Atelier pour Deux de Laurence Jyl, Mise en scène Jean-Luc Moreau, Théâtre de Passy.

## Filmographie

### Cinéma

#### Longs métrages
- Rien ne va plus de Claude Chabrol
- L'Homme au masque de fer de Randall Wallace
- Le Derrière de Valérie Lemercier
- Le Prof d'Alexandre Jardin
- Contre-enquête de Franck Mancuso

#### Courts métrages
- 1998 : La Loïe Fuller d'Arnaud Esterez
- 2004 : Valse d'Octobre d'Olivier Bordes
- 2008 : La Plage Blanche de Gilles Gleizes, sélectionné au Festival International du Film de La Rochelle 2009 et au 7e FestiVal d'Oise du Film Court

### Télévision
- 2000 : Maigret (épisode Mon ami Maigret) de Bruno Gantillon
- 2001 : Le Grand Patron (épisode Pari sur la vie) de Claude-Michel Rome
- 2002 : Le Lycée (épisode Question de regards) d'Étienne Dhaene
- 2003 : Groupe flag (épisode Réaction en chaîne) d'Étienne Dhaene
- 2004 : Jeff et Léo, flics et jumeaux (épisode Un train peut en cacher un autre) d'Étienne Dhaene
- 2004 : Julie Lescaut (épisode Frères d'armes) de Luc Goldenberg
- 2004-2005 : Julie Lescaut (épisodes : L'orphelin, Faux semblants, Instinct paternel) d'Alain Wermus
- 2005 : Julie Lescaut (épisode Une affaire jugée) de Daniel Janneau: Raphaël Rinaldi
- 2006 : Diane, femme flic (épisode Parents indignes) d'Étienne Dhaene
- Le Nouveau Monde d'Étienne Dhaene
- Équipe médicale d'urgence (épisode Backstage) d'Étienne Dhaene

## Doublage
- 2003 : Freaky Friday : Dans la peau de ma mère : Scott (Danny Rubin)
- 2004 : Alexandre : Héphaïstion (Jared Leto)
- 2006 : Marie-Antoinette : Louis XVI (Jason Schwartzman)